# 泊東郷インターチェンジ
泊東郷インターチェンジ（とまりとうごうインターチェンジ）は、鳥取県東伯郡湯梨浜町園の、山陰自動車道上にあるインターチェンジ。
なお、道路標識では「泊・東郷」と案内されている（正式名称は泊東郷インターチェンジのまま変更なし）。

## 道路
- E9 山陰自動車道（6番）

## 接続する道路

### 直接接続
- 国道9号
- 鳥取県道22号倉吉青谷線

## 料金所
無料区間のため、設置されていない。

## 周辺
- 日本海
- 東郷温泉

## 隣
E9 山陰自動車道
(5) 青谷IC - (6) 泊東郷IC - はわいSA